# Rectarcturus
Rectarcturus är ett släkte av kräftdjur. Rectarcturus ingår i familjen Rectarcturidae.
Rectarcturus är enda släktet i familjen Rectarcturidae.
Kladogram enligt Catalogue of Life:
| Rectarcturus | \| \| Rectarcturus kophameli \| \| \| \| \| \| Rectarcturus titaniae \| \| \| \| \| \| Rectarcturus tuberculatus \| \| \| \| |
|              | \| \| Rectarcturus kophameli \| \| \| \| \| \| Rectarcturus titaniae \| \| \| \| \| \| Rectarcturus tuberculatus \| \| \| \| |
|              | Rectarcturus kophameli |
|              | |
|              | Rectarcturus titaniae |
|              | |
|              | Rectarcturus tuberculatus |
|              | |